# Disseny per a la provabilitat

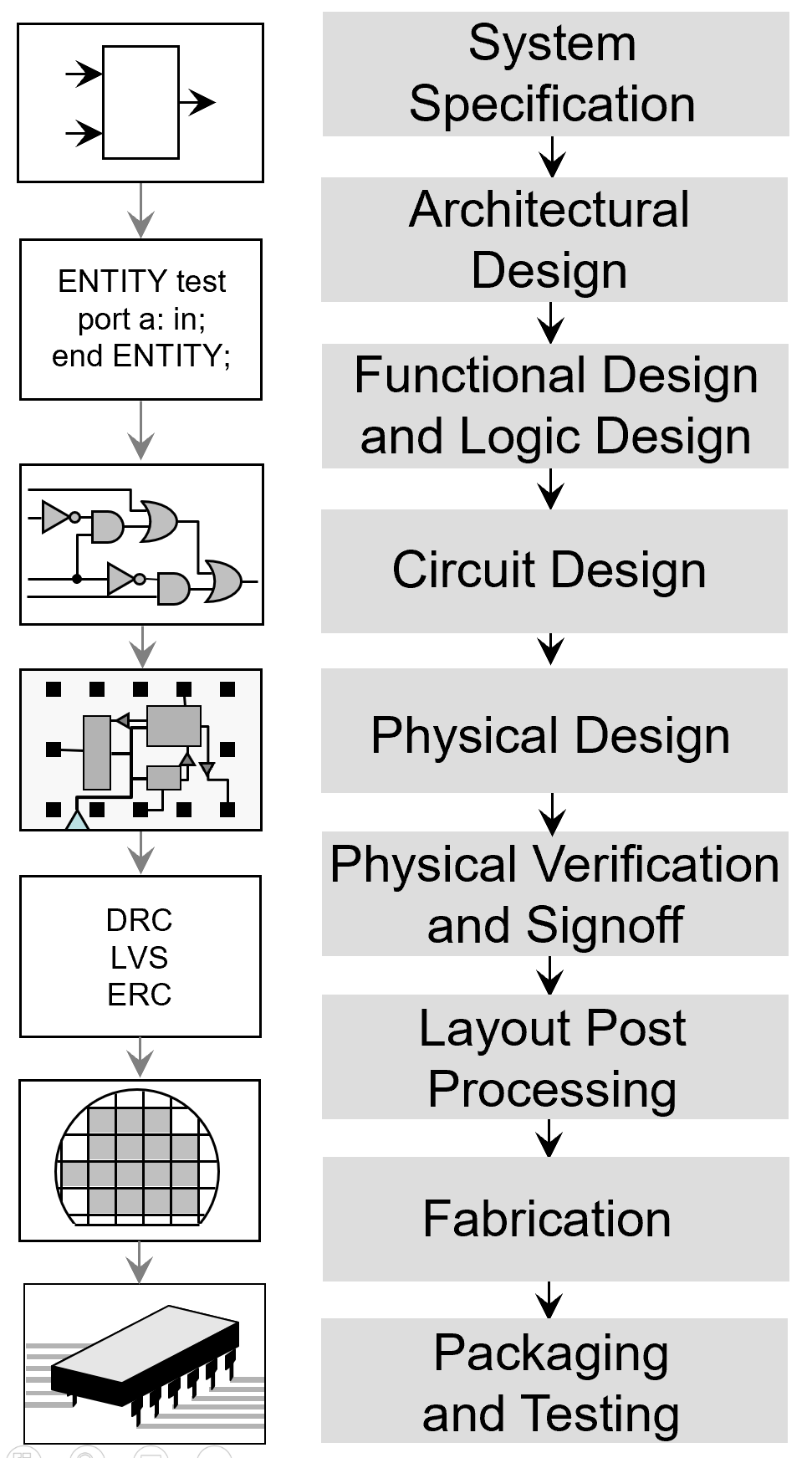
Passos principals en el flux de disseny de CI.

El disseny per a la prova o el disseny per a la provabilitat (amb acrònim anglès DFT) consisteix en tècniques de disseny de CI que afegeixen característiques de provabilitat al disseny d'un producte de maquinari. Les funcions afegides faciliten el desenvolupament i l'aplicació de proves de fabricació al maquinari dissenyat. L'objectiu de les proves de fabricació és validar que el maquinari del producte no conté defectes de fabricació que puguin afectar negativament el correcte funcionament del producte.
Les proves s'apliquen en diversos passos del flux de fabricació de maquinari i, per a determinats productes, també es poden utilitzar per al manteniment de maquinari a l'entorn del client. Les proves són generalment conduïdes per programes de proves que s'executen mitjançant equips de prova automàtics (ATE) o, en el cas del manteniment del sistema, dins del propi sistema muntat. A més de trobar i indicar la presència de defectes (és a dir, la prova falla), les proves poden registrar informació de diagnòstic sobre la naturalesa dels errors de la prova detectada. La informació de diagnòstic es pot utilitzar per localitzar l'origen de la fallada.
En altres paraules, la resposta dels vectors (patrons) d'un bon circuit es compara amb la resposta dels vectors (utilitzant els mateixos patrons) d'un DUT (dispositiu a prova). Si la resposta és la mateixa o coincideix, el circuit és bo. En cas contrari, el circuit no es fabrica com estava previst.
DFT té un paper important en el desenvolupament de programes de prova i com a interfície per a l'aplicació de proves i el diagnòstic. La generació automàtica de patrons de prova, o ATPG, és molt més fàcil si s'han implementat les regles i els suggeriments de DFT adequats.